# Linda Nartey
Linda Nartey (* 1968 in Wohlen, Kanton Aargau) ist eine Schweizer Ärztin und leitende Bundesangestellte. Seit dem 1. Januar 2022 ist sie Vizedirektorin des Bundesamts für Gesundheit (BAG) und Mitglied von dessen Geschäftsleitung.

## Ausbildung
Linda Nartey besuchte die Bezirksschule Wohlen und die Alte Kantonsschule Aarau und studierte danach Medizin an der Universität Bern, wo sie 1996 promoviert wurde. 2001–2006 absolvierte sie ein Nachdiplomstudium an der London School of Hygiene and Tropical Medicine der University of London und schloss mit einem Master of Science ab. 2014–2016 absolvierte sie ein weiteres Nachdiplomstudium an der Universität Bern und erlangte das FMH-Diplom Management im Gesundheitswesen.

## Berufliche Laufbahn
Erste Berufserfahrungen sammelte Linda Nartey 1995–1998 als Assistenzärztin für Gynäkologie und Chirurgie im Regionalspital Thun. Danach war sie als Praxisassistenz und Stellvertretung in einer Hausarztpraxis und als praktizierende Ärztin im Frauengesundheitszentrum der Stadt Bern tätig. Anschliessend arbeitete sie als wissenschaftliche Mitarbeiterin an der Universität Bern in der Abteilung Epidemiologie und Biostatistik des Instituts für Sozial- und Präventivmedizin und 2003–2006 als Assistenzärztin am gleichen Institut. Weitere berufliche Stationen waren 2005–2008 die Abteilung übertragbare Krankheiten im BAG und die Universität Bern, wo sie die Projektkoordination der Clinical Trials Unit (CTU) leitete.
Am 5. November 2004 wies ihre im Lancet publizierte Dissertation unter Peter Jüni darauf hin, dass die kardiovaskulären Risiken von Rofecoxib zu einer früheren Rückzug hätte führen sollen. Der Aktienpreis von Merck fiel zwischen dem 29. Oktober und dem 11. November um 33 Prozent, was einem Wert von 33 Milliarden US-Dollar entsprach. 
Im Februar 2014 wurde Linda Nartey stellvertretende Kantonsärztin des Kantons Bern. Auf März 2018 wurde sie zur Berner Kantonsärztin und Leiterin des Kantonsärztlichen Dienstes gewählt. Als stellvertretende Präsidentin der Vereinigung der Kantonsärztinnen und Kantonsärzte der Schweiz übernahm sie eine zentrale Rolle in der Bewältigung der COVID-19-Pandemie.
Seit dem 1. Januar 2022 ist sie als Vizedirektorin und Geschäftsleitungsmitglied des Bundesamts für Gesundheit zuständig für den neu geschaffenen Direktionsbereich mit den Abteilungen Gesundheitsberufe, Gesundheitsstrategien, Prävention nichtübertragbarer Krankheiten und übertragbare Krankheiten.

## Privates
Linda Nartey ist die Tochter eines Ghanaers, ebenfalls Arzt, und einer Schweizerin. Sie ist in Wohlen und Niederwil aufgewachsen, wohnt in Bern und hat einen erwachsenen Sohn und eine erwachsene Tochter.